# Cyphia zeyheriana
Cyphia zeyheriana är en klockväxtart som beskrevs av Karel Presl. Cyphia zeyheriana ingår i släktet Cyphia, och familjen klockväxter. Inga underarter finns listade i Catalogue of Life.